# Highland Main Line
 (avril 2023).
Si vous disposez d'ouvrages ou d'articles de référence ou si vous connaissez des sites web de qualité traitant du thème abordé ici, merci de compléter l'article en donnant les références utiles à sa vérifiabilité et en les liant à la section « Notes et références ».
La Highland Main Line (« ligne principale des Highlands ») est une ligne ferroviaire britannique de 190 km de long qui relie Perth à Inverness, en Écosse. 
Principalement à voie unique et non électrifiée, la ligne traverse la région montagneuse des Highlands et dessert plusieurs villes et villages sur son parcours. Elle constitue le principal axe nord-sud écossais, étant empruntée par les trains reliant Inverness à Glasgow, Édimbourg et Londres.